# John Yudkin

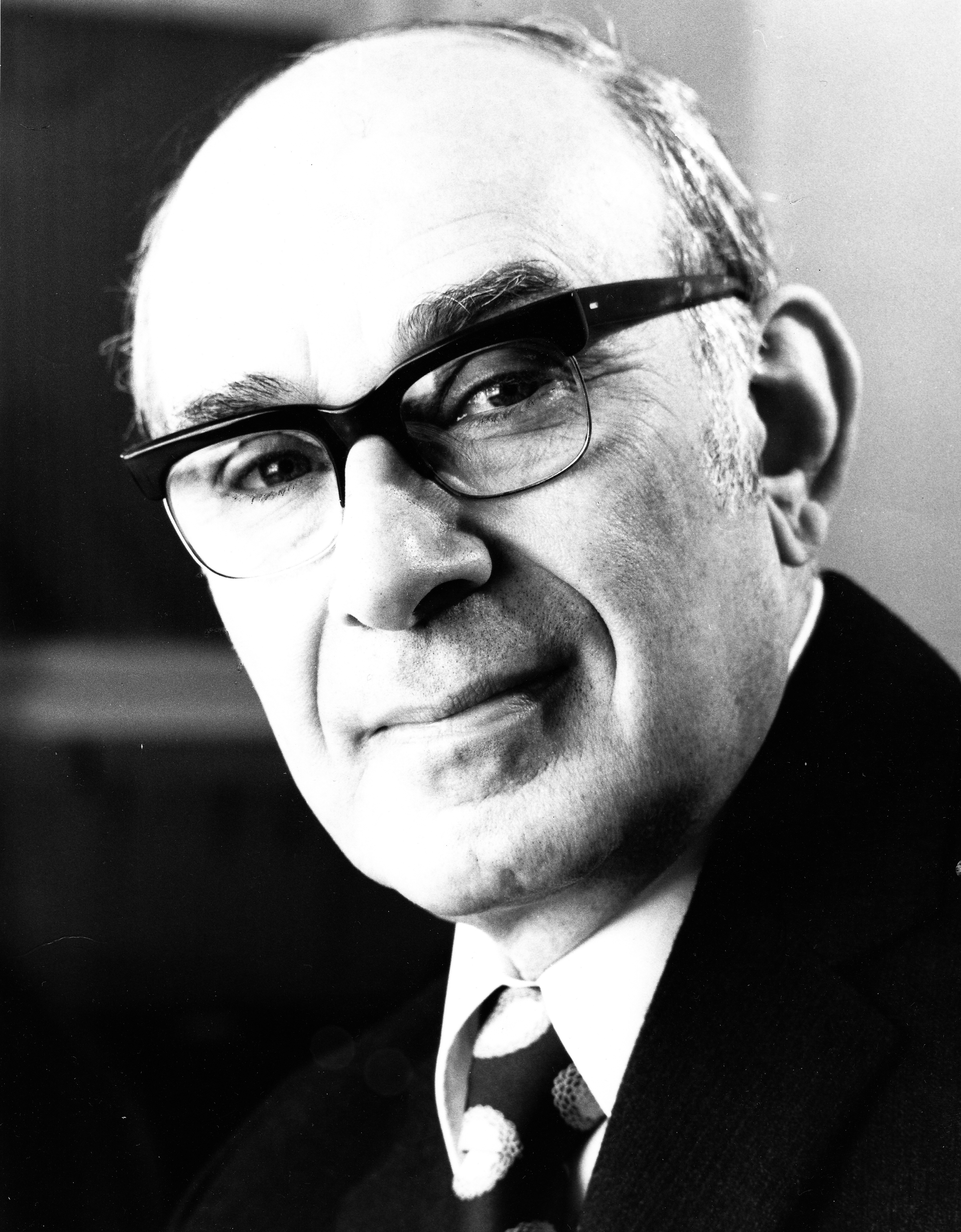
John Yudkin

John Yudkin (* 8. August 1910 in London; † 12. Juli 1995 ebenda) war ein englischer Physiologe und Ernährungswissenschaftler.

## Leben
Yudkin wurde im Londoner East End als Sohn einer orthodoxen jüdischen Familie geboren, die 1905 vor Pogromen aus Russland geflohen war. Sein Vater starb, als er sechs Jahre alt war. Seine Mutter zog die fünf Söhne unter schwierigen Bedingungen auf. 1933 heiratete er Milly Himmelweit, die wegen der drohenden Judenverfolgung aus Deutschland nach England gekommen war. Die Ehe dauerte mehr als 60 Jahre. Das Paar hatte drei Söhne.

## Wirken
Er promovierte unter Marjorie Stephenson (1885–1948) in Bakteriologie und bekam dadurch bereits internationale wissenschaftliche Anerkennung. Sein Interesse galt jedoch der Ernährungswissenschaft. Um auf diesem Gebiet zu arbeiten, gab es in den 1930er Jahren nur den beruflichen Weg als Arzt. 1938 war Yudkin am Dunn Nutrition Laboratorium tätig und erforschte das Vitamin A und das Riboflavin. Er untersuchte die Zusammenhänge zwischen Zucker in der Ernährung und verschiedenen degenerativen Erkrankungen. Während des Zweiten Weltkrieges diente er als Militärarzt in Westafrika und befasste sich dort mit weiteren Studien.
1945 wurde er Professor für Physiologie an der University of London. Er beriet die Regierung des jungen Staates Israel in Ernährungsfragen und war ein engagierter Rektor der Hebräischen Universität Jerusalem. Ihm ist es zu verdanken, dass an der Universität London die Abschlüsse Bachelor of Science und Master of Science in Ernährungswissenschaft eingerichtet wurden. Von 1954 bis zu seiner Emeritierung im Jahre 1972 war er Professor der Ernährungswissenschaft in London.
Seit 1957 zeigte er, dass der Verbrauch von Zucker und zuckerhaltigen Süßmitteln in engem Zusammenhang mit koronaren Herzerkrankungen steht. Er wurde international bekannt durch sein Buch Pure, White and Deadly, das im Jahre 1974 unter dem Titel Süß, aber gefährlich auch auf Deutsch erschien. Seine Karriere fand vor allem durch den Einfluss von Lobbyisten der Lebensmittelindustrie ein Ende, insbesondere durch Vertreter der Fett-Hypothese.
Robert H. Lustig, Professor für pädiatrische Endokrinologie mit Schwerpunkt Adipositas bei Kindern sieht in Yudkin einen Pionier, der den schädigenden Effekt von Zucker erkannte, lange bevor die zugrunde liegenden physiologischen Prozesse bekannt waren. Er versah die letzte Auflage des Buches Pure, White and Deadly von 1986 mit einem eigenen Vorwort und initiierte im Jahr 2012 eine Neuauflage.

## Veröffentlichungen
- 1972: Pure, White and Deadly. Davis-Poynter Ltd. Englisches Original, Neuauflagen 1986, 2012
  - Deutsche Erstausgabe, 1974: Süß, aber gefährlich. Hamburg, Hoffmann und Campe
  - Deutsche Neuausgabe 2016, mit Robert Lustig: Pur, weiß, tödlich. Warum der Zucker uns umbringt – und wie wir das verhindern können.,[8] Systemed Verlag GmbH, ISBN 978-3-942772-41-9